# Cupid (måne)

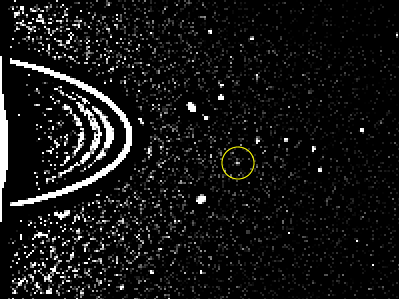
Cupid vid upptäckten 2003.

Cupid är en av Uranus månar. Den upptäcktes 25 augusti 2003 av Mark R. Showalter och Jack J. Lissauer med hjälp av rymdteleskopet Hubble. Månen är uppkallad efter en person i William Shakespeares pjäs Timon av Aten.
Cupid är den minsta av Uranus inre satelliter och har blivit uppskattad till att grovt ha enbart omkring 18 km i diameter. På grund av dess ringa storlek och mörka yta var den för dunkel för att upptäckas av Voyager 2:s kameror när rymdfarkosten flög förbi 1986.
Cupids bana ligger bara 863 km ifrån den större månen Belindas bana. Uppseendeväckande nog så verkar inte Cupids bana bli perturberad (störd), jämfört med de nyligen upptäckta månarna Mab och Perdita.
Efter att ha blivit upptäckt gavs Cupid den temporära beteckningen S/2003 U 2. Den har också beteckningen Uranus XXVII.
Månen får inte förväxlas med asteroiden 763 Cupido.